# Islam au Royaume-Uni

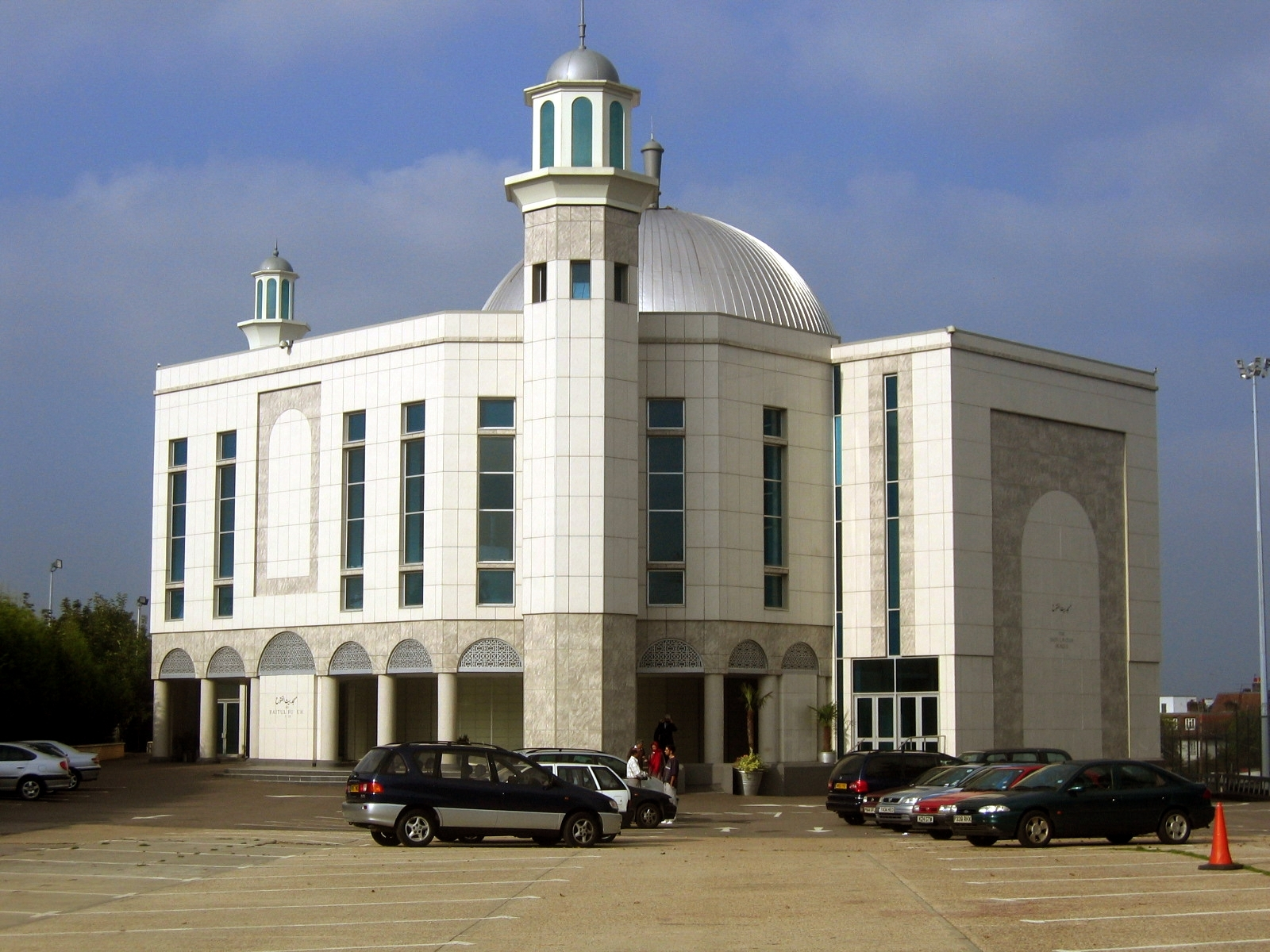
La mosquée Baitul Futuh.

Voir aussi
L'islam est la deuxième religion la plus répandue au Royaume-Uni selon les résultats du recensement national publié en janvier 2016, établissant la population musulmane britannique à 3 114 992 individus. 3 046 607 vivent en Angleterre ou au pays de Galles. Plus de 50 % des 3 114 992 de musulmans britanniques sont nés en dehors du Royaume-Uni .
En 1991, le nombre de musulmans au Royaume-Uni se situait à un peu moins d'un million - 950 000 - soit 1,9 % de la population britannique.
La présence de musulmans au Royaume-Uni est en grande partie due depuis les années 1980 aux vagues migratoires en provenances d'Inde, du Pakistan, du Bangladesh, et plus récemment des pays d'Afrique subsaharienne, comme le Nigeria.

## Données globales
La majorité des musulmans du Royaume-Uni appartient au courant sunnite. 
Pourcentage de musulmans dans quelques villes du Royaume-Uni (recensement de 2011) :
- Bradford : 24,7 %
- Birmingham : 21,8 %
- Manchester : 15,8 %
- Londres : 12,4 %
- Sheffield : 7,7 %
- Cardiff : 6,8 %
- Leeds : 5,4 %
- Bristol : 5,1 %
- Liverpool : 3,3 %
- Wakefield : 2,0 %

Pourcentage de musulmans dans quelques villes du Royaume-Uni (recensement de 2014) :
- Tower Hamlets : 45,6 %
- Newham : 40,8 %
- Blackburn : 29,1 %
- Slough : 26 %
- Luton : 25,7 %

## Musulmans issus de l'Empire britannique
Le plus grand groupe ethnique des musulmans britanniques est pakistano-britannique à 38 %,.
Ce chiffre est dû à la considérable vague d'immigration provenant de l'ancien Empire britannique depuis les années 1950 (Pakistan, Bangladesh, Inde).

## Conversions
En 2011, une étude de la Swansea University for the charity Faith Matters estime que le Royaume-Uni pourrait compter environ 100 000 convertis à l'islam, soit 40 000 de plus qu'en 2001, dont 66 % de femmes. Il y avait environ 5 200 conversions à l'Islam en 2011[réf. nécessaire]. L'islam est la deuxième confession dont la croissance est la plus rapide au Royaume-Uni après l'irréligion, et ses adhérents ont l'âge moyen le plus bas de tous les principaux groupes religieux. Entre 2001 et 2009, la population musulmane a quasiment augmenté dix fois plus rapidement que la population non-musulmane. 
En 2007, il y aurait plus de 1 500 mosquées dans ce pays.

## Culture et représentations sociales et politiques
Selon une étude de l'Elliott School of International Affairs de l'université George-Washington, le Royaume-Uni se classe parmi les dix premiers pays du monde retranscrivant le mieux dans leurs lois les valeurs du Coran,.
Selon le Daily Mail, le prénom « Mohammed » — toutes orthographes confondues — est le plus donné aux enfants nés au Royaume-Uni en 2015. C'est également le cas en 2016 selon le média économique Quartz.
Selon un sondage publié en avril 2024, 32 % des musulmans interrogés considèrent comme « souhaitable » l’instauration de la charia au Royaume-Uni d’ici 20 ans. 22 % des musulmans ont une opinion « positive» du djihad. 52 % des musulmans ayant répondu à l’étude souhaitent l’interdiction de toute représentation (image ou dessin) du prophète Mahomet dans le pays. 57 % des musulmans sondés sont favorables à l’obligation pour les écoles et les hôpitaux « d’utiliser » de la nourriture halal. Néanmoins, seuls 3 % des sondés ont une opinion positive de l’État islamique. Par ailleurs, seulement 24 % des sondés admettent que le Hamas a perpétré des meurtres et des viols en Israël lors de l’attaque terroriste du 7 octobre 2023.

## Islam radical

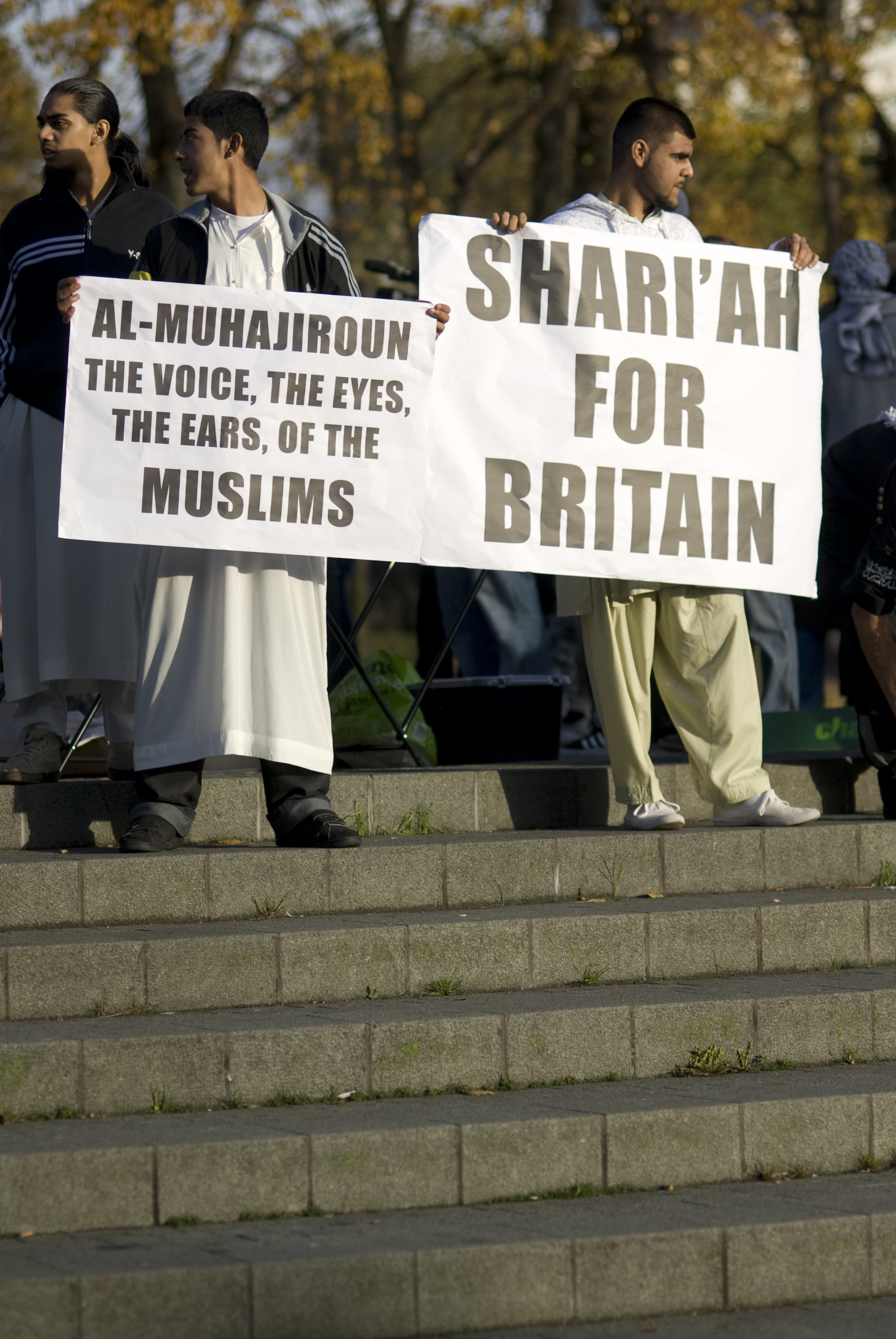
Manifestation publique au Royaume-Uni en faveur de la charia (2009).

Concernant la place de l'islam radical, il est relevé fin 2015 que 30 % des terroristes britanniques impliqués dans des attentats islamistes ont suivi des études supérieures. Certains campus sont pointés du doigt, ayant laissé prospérer des prêcheurs radicaux opérant sous couvert d'associations confessionnelles. La féministe iranienne Maryam Namazie relève alors que ses propres conférences sur l'athéisme et le droit des femmes ont été annulées car jugées discriminantes : « c'est moi qui ai une image controversée tandis que les associations islamistes détiendraient la légitimité par défaut ».
La chercheuse Laetitia Strauch-Bonart note que les Britanniques sont moins enclins à parler d'« insécurité culturelle » comme en France, tolérant des quartiers où le séparatisme identiaire est fort (comme à Birmingham,). Cependant, le multiculturalisme anglo-saxon perd de son lustre à partir des années 2010, notamment après la découverte de tentatives de mise en œuvre dans des écoles de Birmingham d'une philosophie et de pratiques salafistes, ainsi que de la mise en lumière de gangs de musulmans qui ont exploité sexuellement et violé plusieurs centaines de filles mineures,.
La philosophe et sociologue algérienne Marieme Helie Lucas rappelle l'existence au Royaume-Uni de tribunaux locaux exerçant la charia, « dont les jugements sont officiellement entérinés bien qu'ils dénient aux femmes des droits reconnus sous la loi britannique ».
En 2017, le renseignement britannique identifie 23 000 extrémistes djihadistes vivant en Grande-Bretagne comme étant des terroristes potentiels. Environ 3 000 d'entre eux sont considérés comme menaçants et font l'objet d'une enquête ou d'une surveillance active dans 500 opérations menées par des services de police et de renseignement. Les 20 000 autres personnes ont figuré dans des enquêtes antérieures et sont classées comme présentant un « risque résiduel ».